# Balcha
Balcha is een geslacht van vliesvleugeligen uit de familie Eupelmidae. De wetenschappelijke naam van dit geslacht is voor het eerst geldig gepubliceerd in 1862 door Walker.

## Soorten
Het geslacht Balcha omvat de volgende soorten:
- Balcha anemeta (Walker, 1846)
- Balcha camptogastra Gibson, 2005
- Balcha cylindrica Walker, 1862
- Balcha dictyota Gibson, 2005
- Balcha elegans (Masi, 1927)
- Balcha enoptra Gibson, 2005
- Balcha eximia (Masi, 1927)
- Balcha eximiassita Gibson, 2005
- Balcha indica (Mani & Kaul, 1973)
- Balcha laciniosa Gibson, 2005
- Balcha levicollis (Cameron, 1908)
- Balcha punctiscutum Gibson, 2005
- Balcha reburra Gibson, 2005
- Balcha reticulata (Nikol'skaya, 1952)
- Balcha reticulifrons Gibson, 2005
- Balcha splendida (Girault, 1927)